# Oneirodes acanthias
Oneirodes acanthias är en fiskart som först beskrevs av Gilbert, 1915.  Oneirodes acanthias ingår i släktet Oneirodes och familjen Oneirodidae. IUCN kategoriserar arten globalt som livskraftig. Inga underarter finns listade i Catalogue of Life.